# Poids-de-Fiole
Poids-de-Fiole település Franciaországban, Jura megyében. Lakosainak száma 329 fő (2022. január 1.). Poids-de-Fiole Revigny, Alièze, Marnézia, Nogna, Saint-Maur és Dompierre-sur-Mont községekkel határos.

## Népesség
A település népességének változása:
| Lakosok száma | 145  | 296  | 274  | 289  | 317  | 328  | 333  | 335  | 334  | 329  |
|               | 1968 | 1982 | 1990 | 2006 | 2013 | 2015 | 2017 | 2019 | 2020 | 2022 |